# Пам'ятки археології Білозерського району
У Білозерському районі Херсонської області управління культури обласної державної адміністрації знаходиться археології пам'яток 57 археології.
| №  | охоронний номер | назва                               | розташування         | епоха                              | дослідники                                |
| -- | --------------- | ----------------------------------- | -------------------- | ---------------------------------- | ----------------------------------------- |
| 1  |                 | Репринське поселення                | с. Микільське        | ХІІ – ХІ ст. до н.е.               | Ястребов В. Гершкович Я.                  |
| 2  | 199             | Городище в урочищі Золотий Ріг      | с. Широка Балка      | І ст. до н.е.- III ст.н.е.         | А.Уваров, М.І.Абикулова, Зубарь В.        |
| 3  | 200             | Широкобалківський могильник         | с. Широка Балка      | І ст. до н.е.- І ст.н.е.           | БДЕ ІА АН УРСР                            |
| 4  | 1137            | Поселення в урочищі Бубликова Балка | с. Олександрівка     | І-ІІІ ст. до н.е.                  |                                           |
| 5  | 1479            | Кургани                             | с. Загорянівка       | ІІІ тис. до н.е.–ІІ тис.н.е.       | МАбікулова, Оленковський М.               |
| 6  | 1491            | Курган                              | с. Знам'янка         | ІІІ тис. до н.е.–ІІ тис.н.е.       | Оленковський М.                           |
| 7  | 1491            | Курганна група                      | с. Зорівка           | ІІІ тис. до н.е.-ІІ тис.н.е.       | Шкроб О.Б. Оленковський М.                |
| 8  | 1481            | Кургани                             | с. Іванівка          | ІІІ тис. до н.е.-ІІ тис.н.е.       | М.Й. Абікулова, Оленковський М.           |
| 9  | 1482            | Кургани                             | с. Інгулець          | ІІІ тис. до н.е.-ІІ тис.н.е.       | Абікулова М.Й. Оленковський М.            |
| 10 | 1485            | Кургани                             | с. Кірово            | ІІІ тис. до н.е.-ІІ тис.н.е.       | Шкроб О.Б. Оленковський М.                |
| 11 | 1483            | Кургани                             | с. Киселівка         | ІІІ тис. до н.е.-ІІ тис.н.е.       | Ємец І., Оленковський М.                  |
| 12 | 1487            | Кургани                             | с. Крутий Яр         | ІІІ тис. до н.е.-ІІ тис.н.е.       | Ємец І., Оленковський М.                  |
| 13 | 1488            | Кургани                             | с. Микільське        | ІІІ тис. до н.е.-ІІ тис.н.е.       | Абікулова М.Й. Оленковський М.            |
| 14 | 1490            | Кургани                             | с. Музиківка         | ІІІ тис. до н.е.-ІІ тис.н.е.       | Ємец І., Оленковський М.                  |
| 15 | 1493            | Курган                              | с. Новодмитрівка     | ІІІ тис. до н.е.-ІІ тис.н.е.       | Оленковський М.                           |
| 16 | 1476            | Курган                              | с. Паришево          | ІІІ тис. до н.е.-ІІ тис.н.е.       | Шкроб О.Б Оленковський М.                 |
| 17 | 1498            | Кургани                             | с. Понятовка         | ІІІ тис. до н.е.-ІІ тис.н.е.       |                                           |
| 18 | 1499            | Курган                              | с. Посад-Покровське  | ІІІ тис. до н.е.-ІІ тис.н.е.       | Шкроб О.Б. Оленковський М.                |
| 19 | 1504            | Кургани                             | с.Садово             | ІІІ тис. до н.е.-ІІ тис.н.е.       | Абікулова М. Оленковський М.              |
| 20 | 1506            | Кургани                             | с. Станіслав         | ІІІ тис. до н.е.-ІІ тис.н.е.       | Шкроб О.Б. Оленковський М.                |
| 21 | 1507            | Кургани                             | с. Токарьовка        | ІІІ тис. до н.е.-ІІ тис.н.е.       | М.І. Абікулова, Оленковський М.           |
| 22 | 1513            | Кургани                             | с. Широка Балка      | ІІІ тис. до н.е.-ІІ тис.н.е.       | Шкроб О.Б. Оленковський М.                |
| 23 | 1475            | Кургани                             | смт Білозерка        | ІІІ тис. до н.е.-ІІ тис. н.е.      | Оленковський М.П.                         |
| 24 | 1483            | Курган                              | с. Зелений Гай       | ІІІ тис. до н.е.-ІІ тис. н.е.      | Ємец І., Оленковський М.                  |
| 25 | 1502            | Кургани                             | сел. Розлив          | ІІІ тис. до н.е.-ІІ тис. н.е.      | Шкроб О.Б. Оленковський М.                |
| 26 | 1505            | Курганна група                      | с. Софіївка          | ІІІ тис. до н.е.-ІІ тис н.е.       | Оленковський М.                           |
| 27 | 1871            | Кургани                             | смт Велика Лепетиха  | ІІІ тис. до н.е.- ІІ тис.н.е       | Шкроб О.Б.                                |
| 28 | 1864            | Кургани                             | с. Демидовка         | ІІІ тис. до н.е.- ІІ тис.н.е       | Шкроб О.Б.                                |
| 29 | 1868            | Кургани                             | с. Дмитрівка         | ІІІ тис. до н.е.- ІІ тис.н.е       | Шкроб О.Б.                                |
| 30 | 1874            | Кургани                             | с. Катеринівка       | ІІІ тис. до н.е.- ІІ тис.н.е       | Шкроб О.Б.                                |
| 31 | 1872            | Курганне поле                       | с. Князе-Григорівка  | ІІІ тис. до н.е.- ІІ тис.н.е       | Шкроб О.Б.                                |
| 32 | 1867            | Курганна група                      | с. Костянтинівка     | ІІІ тис. до н.е.- ІІ тис.н.е       | Шкроб О.Б.                                |
| 33 | 1870            | Кургани                             | с. Мала Лепетиха     | ІІІ тис. до н.е.- ІІ тис.н.е       | Шкроб О.Б.                                |
| 34 | 1865            | Кургани                             | с. Миколаївка        | ІІІ тис. до н.е.- ІІ тис.н.е       | Шкроб О.Б.                                |
| 35 | 1862            | Кургани                             | с. Рубанівка         | ІІІ тис. до н.е.- ІІ тис.н.е       | Шкроб О.Б. Гаврилов О.В.                  |
| 36 | 1869            | Кургани                             | с. Сергіївка         | ІІІ тис. до н.е.- ІІ тис.н.е       | Шкроб О.Б.                                |
| 37 | 1873            | Кургани                             | с. Середнє           | ІІІ тис. до н.е.- ІІ тис.н.е       | Шкроб О.Б.                                |
| 38 | 1132            | Великолепетиське городище           | смт. Велика Лепетиха | ІІІ ст. до н.е.- IV ст.н.е         | Скрипниченко В. Погребова Н.              |
| 39 | 196             | Понятовське городище                | с. Понятівка         | ІІ тис. до н.е.-ІІ тис.н.е.        | Гошкевич В.І.                             |
| 40 | 1497            | Понятовський могильник              | с. Понятівка         | ІІ тис. до н.е.-ІІ тис.н.е.        | Бадер О.М.                                |
| 41 | 1134            | Городище в урочищі Скелька          | с. Олександрівка     | IV ст. до н.е.– II ст.н.е.         | Гошкевич.В.І.                             |
| 42 | 1514            | Поселення Софіївка                  | с. Софіївка          | IV ст. до н.е.                     | ОЕ ІА АН УРСР                             |
| 43 | 198             | Поселення Глибока Пристань          | с. Софіївка          | IV ст. до н.е.                     | Чирков О Буйских С.                       |
| 44 | 1914            | Кошове поселення                    | сел. Янтарне         | Епоха пізньої бронзи               | Оленковський М.                           |
| 45 | 1985            | Поселення “Садиба Литвиненко”       | с. Станіслав         | VI-ІІІ ст. до н.е.                 | СЗ ОЕ ІА АН УРСР                          |
| 46 | 197             | Станіславське городище              | с. Станіслав         | VI ст. до н.е.–І ст. н.е.          | Уваров А.                                 |
| 47 | 2043            | Олександрівське поселення           | с. Олександрівка     | VI – IV ст. до н.е., І-ІІ ст. н.е. | Уваров О.С., Гошкевич В.І.                |
| 48 | 2006            | Білозерське городище                | сел. Дніпровське     | IV-III тис. до н.е. – І тис. н.е.  | Чирков А.П., Билкова В.П.                 |
| 49 | 1474            | Курган                              | с. Барвінок          | III тис. до н.е.-ІІ тис. н.е.      | Емер І., Оленковський М.                  |
| 50 | 1476            | Курган                              | с. Грозове           | III тис. до н.е.-ІІ тис. н.е.      | Шкроб О.Б., Оленковський М.П.             |
| 51 | 1477            | Кургани                             | с. Дар'ївка          | III тис. до н.е.-ІІ тис. н.е.      | Абікулова М., Шкроб О.Б., Оленковський М. |
| 52 | 1478            | Курган                              | сел. Дніпровське     | III тис. до н.е.-ІІ тис. н.е.      | Оленковський М.                           |
| 53 | 1495            | Кургани                             | с. Олександрівка     | III тис. до н.е.-ІІ тис. н.е.      | Шкроб О.Б. Оленковський М.                |
| 54 | 1485            | Кургани                             | с. Правдине          | III тис. до н.е.-ІІ тис. н.е.      | Шкроб О.Б. Оленковський М.                |
| 55 | 1508            | Кургани                             | с. Томина балка      | III тис. до н.е.-ІІ тис. н.е.      |                                           |
| 56 | 1510            | Кургани                             | с. Федорівка         | III тис. до н.е.-ІІ тис. н.е.      | Абікулова М.І. Шкроб О.Б. Оленковский М.  |
| 57 | 1512            | Кургани                             | с. Чорнобаївка       | III тис. до н.е.-ІІ тис. н.е.      | Ємець І. Оленковський М.                  |
|    |                 |                                     |                      |                                    |                                           |